# 후한 환제
한 위종 효환황제 유지(漢 威宗 孝桓皇帝 劉志, 132년 ~ 168년)는 후한의 11대 황제이다. 하간효왕 유개의 손자이자 여오후 유익(蠡吾侯 劉翼)의 아들이다. 묘호는 좌중랑장(左中郞將) 채옹의 건의로 초평 원년(190년)에 취소되었다.

## 가족 관계
- 황후 : 의헌황후 양씨(懿獻皇后 梁氏) - 순렬황후 양씨의 누이
- 황후 : 폐후 등씨(廢后 鄧氏)
- 황후 : 환사황후 두씨(桓思皇后 竇氏)
- 후궁 : 귀인 전씨(貴人 田氏) - 두황후에 의해 참수
- 후궁 : 귀인 곽씨(貴人 郭氏)
- 후궁 : 귀인 풍씨(貴人 馮氏)
- 후궁 : 구씨(寇氏)[2]
- ?
  - 장녀 : 양안장공주 유화(陽安長公主 劉華) - 헌제 황후의 모후 : 생모미상
  - 차녀 : 영음장공주 유견(潁陰長公主 劉堅)
  - 3녀 : 양책장공주 유수(陽翟長公主 劉修)

## 기년
| 환제        | 원년                 | 2년                 | 3년        | 4년             | 5년             | 6년        | 7년                 | 8년        | 9년             | 10년       |
| ----------- | -------------------- | ------------------- | ---------- | --------------- | --------------- | ---------- | ------------------- | ---------- | --------------- | ---------- |
| 서력 (西曆) | 147년                | 148년               | 149년      | 150년           | 151년           | 152년      | 153년               | 154년      | 155년           | 156년      |
| 간지 (干支) | 정해(丁亥)           | 무자(戊子)          | 기축(己丑) | 경인(庚寅)      | 신묘(辛卯)      | 임진(壬辰) | 계사(癸巳)          | 갑오(甲午) | 을미(乙未)      | 병신(丙申) |
| 연호 (年號) | 건화(建和) 원년      | 2년                 | 3년        | 화평(和平) 원년 | 원가(元嘉) 원년 | 2년        | 3년 영흥(永興) 원년 | 2년        | 영수(永壽) 원년 | 2년        |
| 환제        | 11년                 | 12년                | 13년       | 14년            | 15년            | 16년       | 17년                | 18년       | 19년            | 20년       |
| 서력 (西曆) | 157년                | 158년               | 159년      | 160년           | 161년           | 162년      | 163년               | 164년      | 165년           | 166년      |
| 간지 (干支) | 정유(丁酉)           | 무술(戊戌)          | 기해(己亥) | 경자(庚子)      | 신축(辛丑)      | 임인(壬寅) | 계묘(癸卯)          | 갑진(甲辰) | 을사(乙巳)      | 병오(丙午) |
| 연호 (年號) | 3년                  | 4년 연희(延熹) 원년 | 2년        | 3년             | 4년             | 5년        | 6년                 | 7년        | 8년             | 9년        |
| 환제        | 21년                 | 22년                |            |                 |                 |            |                     |            |                 |            |
| 서력 (西曆) | 167년                | 168년               |            |                 |                 |            |                     |            |                 |            |
| 간지 (干支) | 정미(丁未)           | 무신(戊申)          |            |                 |                 |            |                     |            |                 |            |
| 연호 (年號) | 10년 영강(永康) 원년 | 2년                 |            |                 |                 |            |                     |            |                 |            |